# Ряполовский, Семён Иванович Хрипун
Князь Семён Иванович Хрипун Ряполовский  (умер в 1503) — воевода в правление Василия II Васильевича Тёмного и Ивана III Васильевича, представитель рода князей Ряполовских, второй сын князя Ивана Андреевича Ногавицы Ряполовского.

## Служба Василию II Васильевичу Тёмному
Семён происходил из рода князей Ряполовских, второй сын князя Ивана Андреевича Ногавицы Ряполовского. У него известно трое братьев — Иван, Дмитрий и Андрей Лобан.
Во время гражданской войны в Великом княжестве Московском Семен вместе с братьями Иваном и Дмитрем поддерживали Василия Тёмного в его борьбе с Дмитрием Юрьевичем Шемякой. В 1446 году он был воеводой войск, собранных на помощь великому князю Василию Тёмному.
В 1458 году князь С. И. Ряполовский, по мнению А. А. Зимина, участвовал первым воеводой вместе с князем Иваном Васильевичем Горбатым-Суздальским и Григорием Перхушковым, в неудачном походе московской рати на Вятскую область, поход не удался, потому что Перхушков за «посулы» благоприятствовал вятчанам.
В источниках, повествующих о событиях 1460—1470-х годов, обычно не говорится, о каком из двух одноимённых князей Ряполовских (Семёне Ивановиче Хрипуне или Семёне Ивановиче Молодом) идёт речь в том или ином случае, и поэтому возможно смешивание служб и в частности о бракосочетании княжны Елены Ивановны, хотя, по мнению исследователей, с большой долей вероятности можно говорить, что и один и второй участвовали в данном мероприятии. Около 1483 года князя С. И. Хрипуна постигла опала, а его послужильцы были распущены. Исходя из этого, А. А. Зимин предположил, что более поздние сведения относятся к князю Семёну Молодому. Около 1472—1479 годов «князь Семен Иванович» (возможно, Хрипун) променял ряд земель Суздальскому Спасо-Евфимьеву монастырю. Около 1470 года «князь Семен Иванович» был великокняжеским наместником в Суздале.
А. А. Зимин Считает, что боярином Семён Иванович Хрипун Ряполовский не был в связи с тем, что он находился на положении «служебных князей», то есть сохранял остатки суверенных прав.

## Служба Ивану III Васильевичу
В 1469 году первый воевода в зимнем походе на черемис, коих по обе стороны Волги многих побил и пленил.
Где-то в начале своей карьеры дал землю в Троицкий монастырь, а около 1472—1488 годов, возможно, он выступал среди послухов в купчей дьяка Романа Алексеева. Около 1467—1474, 1474—1478 годов выдавал жалованные грамоты в Стародубе Ряполовском, что говорит о сохранении им остатков суверенных прав.
В конце 1477 года князь С. И. Ряполовский Хрипун воевода четвёртой части войск, с суздальцами и юрьевцами участвовал в походе русской армии на Новгородскую республику. В ноябре этого года третий воевода государева полка под Новгородом, откуда послан шестым воеводой под Бронницы, где ожидал царского указа, который предписал ему занять Юрьев и Аркадиев монастыри, а также водопой на реке Нидба. В этом же году пожалован в бояре. В 1479 году воевода на Вятке. В 1482 году по «казанским вестям» воевода в Нижнем Новгороде. В 1484 и 1487 годах первый воевода Передового полка в походе на Казань, в апреле с войском перешёл через реку Свияга, вышедших казанцев разбил, а в июле овладел городом, царя казанского с его родом и со многими знатными казанцами пленил. В 1492 году третий воевода в Можайске. В этом же году третий воевода в государевом новгородском походе. В 1493 году пятый воевода в Можайске, откуда послан воеводой Большого полка вновь на Казань на помощь царю казанскому. В марте 1494 года отправлен вторым послом в Вильно к великому литовскому князю Александру Ягеллончику, с требованием присяги по заключенному договору о мире и союзе и обещательной грамоты касающейся супружества дочери великого московского князя Ивана III — княжны Елены Ивановны, откуда возвратился в мае. В 1495 году вновь в государевом новгородском походе. В январе 1495 года послан с великой княжной Еленой Ивановной провожать её в Вильно, где присутствовал на её бракосочетании. Весной 1496 года отправлен первым воеводой помощных войск к казанскому царю против хана Мамуки Шибанского, который испугался войска и ушёл из казанских земель. В 1497 году первый воевода Большого полка судовой рати в Казанском походе. В 1499 году воевода Передового полка в походе на помощь казанскому царю. В 1500 году послан со вспомогательным войском на Вердошу и после велено ему быть там воеводой Большого полка, вероятно что участвовал в Ведрошской битве. В 1503 году первый воевода Передового полка в походе из Великих Лук на Великое княжество литовское.
Умер в 1503 году.

## Семья
От брака с неизвестной имел детей:
- Князь Фёдор Семёнович Ряполовский «Большой» (? — 1498), боярин (1495) и воевода
- Князь Василий Семёнович Ряполовский «Мних» (? — после 1507), воевода
- Князь Фёдор Семёнович Ряполовский «Меньшой» (? — после 1506), воевода
- Князь Пётр Семёнович Ряполовский «Лобан» (? — 1523), боярин (1519) и воевода

## В культуре
Является персонажем романа Николая Полевого «Клятва при гробе Господнем. Русская быль XV века» (1832).